# 1906年のスポーツ

## 総合競技大会
- アテネ国際競技会（4月22日～5月2日）

| アテネ中間オリンピック         | アテネ中間オリンピック | アテネ中間オリンピック | アテネ中間オリンピック | アテネ中間オリンピック | アテネ中間オリンピック |
| 順位                           | 国・地域名             | 金                     | 銀                     | 銅                     | 計                     |
| ------------------------------ | ---------------------- | ---------------------- | ---------------------- | ---------------------- | ---------------------- |
| 1                              | フランス               | 15                     | 9                      | 16                     | 40                     |
| 2                              | アメリカ               | 12                     | 6                      | 5                      | 23                     |
| 3                              | ギリシャ               | 8                      | 14                     | 12                     | 34                     |
| 4                              | イギリス               | 8                      | 11                     | 5                      | 24                     |
| 5                              | イタリア               | 7                      | 6                      | 3                      | 16                     |
| 6                              | スイス                 | 5                      | 6                      | 4                      | 15                     |
| 7                              | ドイツ                 | 4                      | 6                      | 5                      | 15                     |
| 8                              | ノルウェー             | 4                      | 2                      | 1                      | 7                      |
| 9                              | オーストリア           | 3                      | 3                      | 2                      | 8                      |
| 10                             | デンマーク             | 3                      | 2                      | 1                      | 6                      |
| 詳細はアテネオリンピックを参照 |                        |                        |                        |                        |                        |

## アイスホッケー
- スタンレー・カップ
  - 2月：優勝：オタワ・シルバーセブン (ECAHA)、準優勝：クイーンズ大学
  - 3月：優勝：オタワ・シルバーセブン (ECAHA)、準優勝：スミス・フォールズ (FAHL)
  - 3月：優勝：モントリオール・ワンダラーズ (ECAHA)、準優勝：オタワ・シルバーセブン (ECAHA)
  - 12月：優勝：モントリオール・ワンダラーズ (ECAHA)、準優勝：ニューグラスゴー・カブス

## 競馬

### イギリス
クラシック
- 2000ギニー優勝馬：ゴルゴス
- 1000ギニー優勝馬：フレア
- エプソムダービー優勝馬：スペアミント
- オークス優勝馬：キーストーン
- セントレジャーステークス優勝馬：トラウトベック
- ジョッキークラブステークス優勝馬：ベッポ
- アスコットゴールドカップ優勝馬：バーチェラーズボタン
- グッドウッドカップ優勝馬：プラムツリー
- ドンカスターカップ優勝馬：ヴェロシティー
- エクリプスステークス優勝馬：ランギビー
- プリンスオブウェールズステークス優勝馬：サンシー
- チャンピオンステークス:優勝馬：ポリメラス
- ケンブリッジシャーステークス優勝馬：ポリメラス
- グランドナショナル優勝馬：アセティックズシルバー

リーディングサイアー
- チャンピオンサイアー - パーシモン
- チャンピオンブルードメアサイアー - セントサイモン

## ゴルフ

### 世界4大大会（男子）
- 全米オープン優勝者：アレックス・スミス（アメリカ）
- 全英オープン優勝者：ジェームズ・ブレード（イギリス）

## 自転車競技

### ロードレース
- 第4回ツール・ド・フランス
総合優勝：ルネ・ポチエ（フランス）

## テニス

### グランドスラム
- 全豪選手権　男子単優勝：アンソニー・ワイルディング（ニュージーランド）
- 全仏選手権　男子単優勝：モーリス・ジェルモー（フランス）、女子単優勝：ケイト・ギロー＝フェンウィック（フランス）
- ウィンブルドン　男子単優勝：ローレンス・ドハティー（イギリス）、女子単優勝：ドロテア・ダグラス（イギリス）
- 全米選手権　男子単優勝：ウィリアム・クローシャー（アメリカ）、女子単優勝：ヘレン・ホーマンズ（アメリカ）

### アテネ国際競技会
- 男子シングルス　金：マックス・デキュジス（フランス）、銀：モーリス・ジェルモー（フランス）、銅：ズデニェク・ゼムラ（ボヘミア）
- 女子シングルス　金：エスミー・シミリオティ（ギリシャ）、銀：ソフィア・マリヌー（ギリシャ）、銅：ウフロジーヌ・パスパティ（ギリシャ）
- 男子ダブルス　金：マックス・デキュジス＆モーリス・ジェルモー（フランス）、銀：クセノフォン・カスダリス＆イオナニス・バリス（ギリシャ）、銅：ズデニェク・ゼムラ＆ラディスラフ・ゼムラ（ボヘミア）
- 混合ダブルス　金：マックス・デキュジス＆マリー・デキュジス（フランス）、銀：ジョルジオス・シミリオティス＆ソフィア・マリヌー（ギリシャ）、銅：クセノフォン・カスダリス＆アスパシア・マスタ（ギリシャ）

## 野球

### アメリカ大リーグ
- ワールドシリーズ
シカゴ・ホワイトソックス（ア・リーグ） （4勝2敗） シカゴ・カブス（ナ・リーグ）

### 日本学生野球
- 一高三高定期戦開始。
- 応援の過熱により早慶戦中止（1925年まで復活せず）。

## 誕生
- 1月17日 - ギジェルモ・スタービレ（アルゼンチン、サッカー、+1966年）
- 1月28日 - パトリック・オカラガン（アイルランド、陸上競技、+1991年）
- 3月28日 - 田部武雄（広島県、野球、+1945年）
- 5月5日 - アルフ・アンデルセン（ノルウェー、スキージャンプ、+1975年）
- 6月3日 - 八田一朗（広島県、レスリング、+1983年）
- 6月18日 - パーボ・イリェレ（フィンランド、陸上競技、+1980年）
- 7月5日 - ウォルター・ラウファー（アメリカ、水泳、+1984年）
- 7月7日 - サチェル・ペイジ（アメリカ、野球、+1982年）
- 8月12日 - ハリー・ホップマン（オーストラリア、テニス、+1985年）
- 8月20日 - ヘンリー・オースチン（イギリス、テニス、+2000年）
- 9月9日 - ハリ・ラルバ（フィンランド、陸上競技、+1980年）
- 9月15日 - アービング・ジャフィー（アメリカ、スピードスケート、+1981年）
- 10月12日 - ジョー・クローニン（アメリカ、野球、+1984年）
- 10月14日 - 高石勝男（大阪府、水泳、+1966年）
- 10月16日 - ジョージ・ロット（アメリカ、テニス、+1991年）
- 10月23日 - ガートルード・エダール（アメリカ、水泳、+2003年）
- 10月30日 - ジュゼッペ・ファリーナ（イタリア、レーシングドライバー、+1966年）
- 12月4日 - アルバート・ベレンジャー（カナダ、ボクシング、+1969年）
- 12月10日 - ジュール・ラドゥメグ（フランス、陸上競技、+1973年）

## 死去
- 4月19日 - スペンサー・ゴア（イギリス、テニス、*1850年）